# Сёбра (деревня)
Сёбра — деревня в Кадуйском районе Вологодской области.
Входит в состав Никольского сельского поселения (до 2015 года входила в Андроновское сельское поселение), с точки зрения административно-территориального деления — в Андроновский сельсовет.
Расположена на правом берегу реки Талец (впадает в Амбуй, приток Шулмы). Расстояние по автодороге до районного центра Кадуя — 46 км, до центра сельсовета деревни Андроново — 8 км. Ближайшие населённые пункты — Вахонин Починок, Дёмшино, Судаково.
По переписи 2002 года население — 2 человека.